# Wybory prezydenckie w Stanach Zjednoczonych w 1840 roku

Mapa wyborcza Stanów Zjednoczonych w 1840 roku. Liczba na mapie określa liczbę przedstawicieli stanu w Kolegium Elektorów

Wybory prezydenckie w Stanach Zjednoczonych w 1840 roku – czternaste wybory prezydenckie w historii Stanów Zjednoczonych. Na urząd prezydenta wybrano Williama Henry’ego Harrisona, a wiceprezydentem został John Tyler.

## Kampania wyborcza
Wybory prezydenckie w 1840 roku odbywały się w cieniu recesji gospodarczej wywołanej kryzysem finansowym z 1837. Pomimo niepopularności w społeczeństwie, Van Buren uzyskał nominację Partii Demokratycznej, a w swojej kampanii obiecywał ograniczenie władzy federalnej. Partia Wigów była znacznie lepiej zorganizowana niż cztery lata wcześniej i na konwencji w Harrisburgu (grudzień 1839) wysunięto kandydaturę Williama Henry’ego Harrisona na prezydenta i Johna Tylera na wiceprezydenta. Nominacje zostały zatwierdzone na konwencji w Baltimore w maju 1840. Kandydatura Harrisona była kompromisowa – wigowie nie chcieli bowiem nominować kandydata, który zdążył zrazić do siebie potencjalnych wyborców (za jakich uchodzili Daniel Webster i Henry Clay). W tych wyborach, po raz pierwszy swojego kandydata wystawiła antyniewolnicza Partia Wolności. Jej nominatem był James Birney. Kampania obfitowała we wzajemne inwektywy i oszczerstwa, jednakże wigowie dodali element kampanii pozytywnej – śpiewanie piosenek gloryfikujących kandydatów, organizowanie parad i pikników.

## Kandydaci

### Partia Demokratyczna

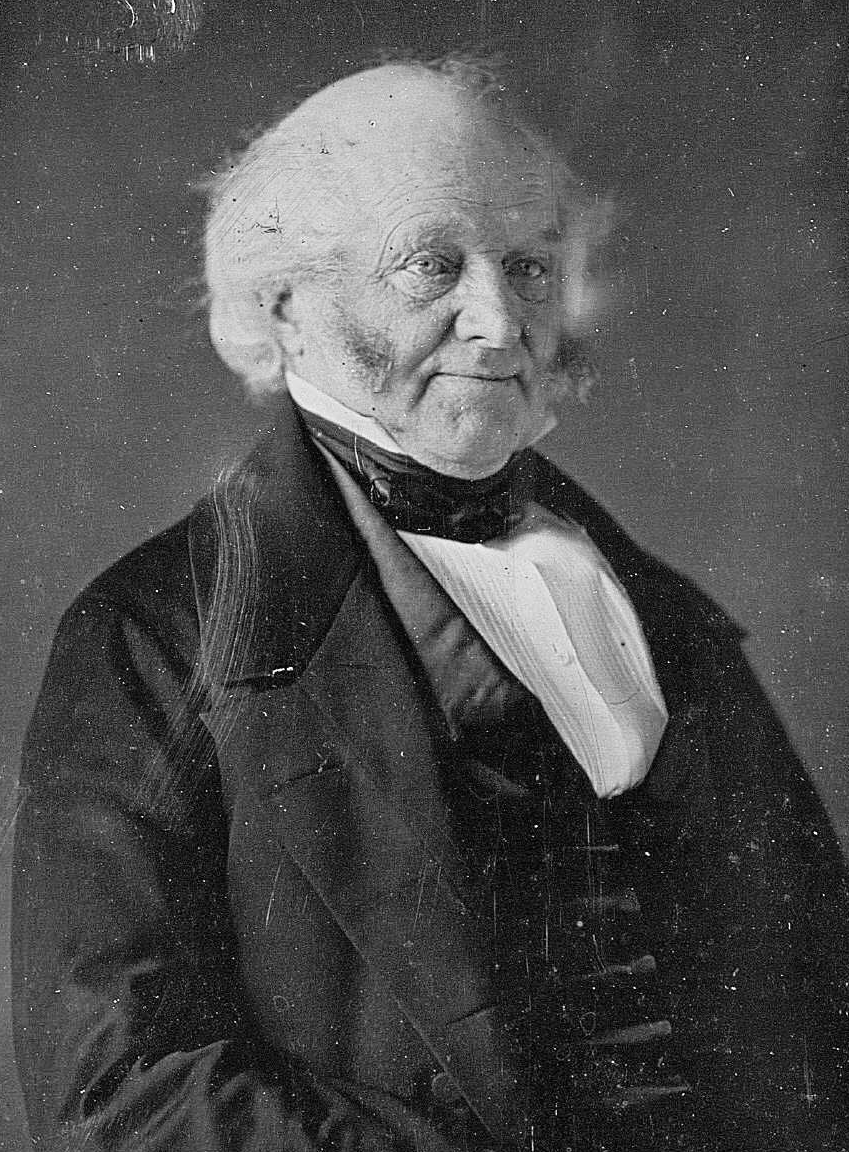
Martin Van Buren
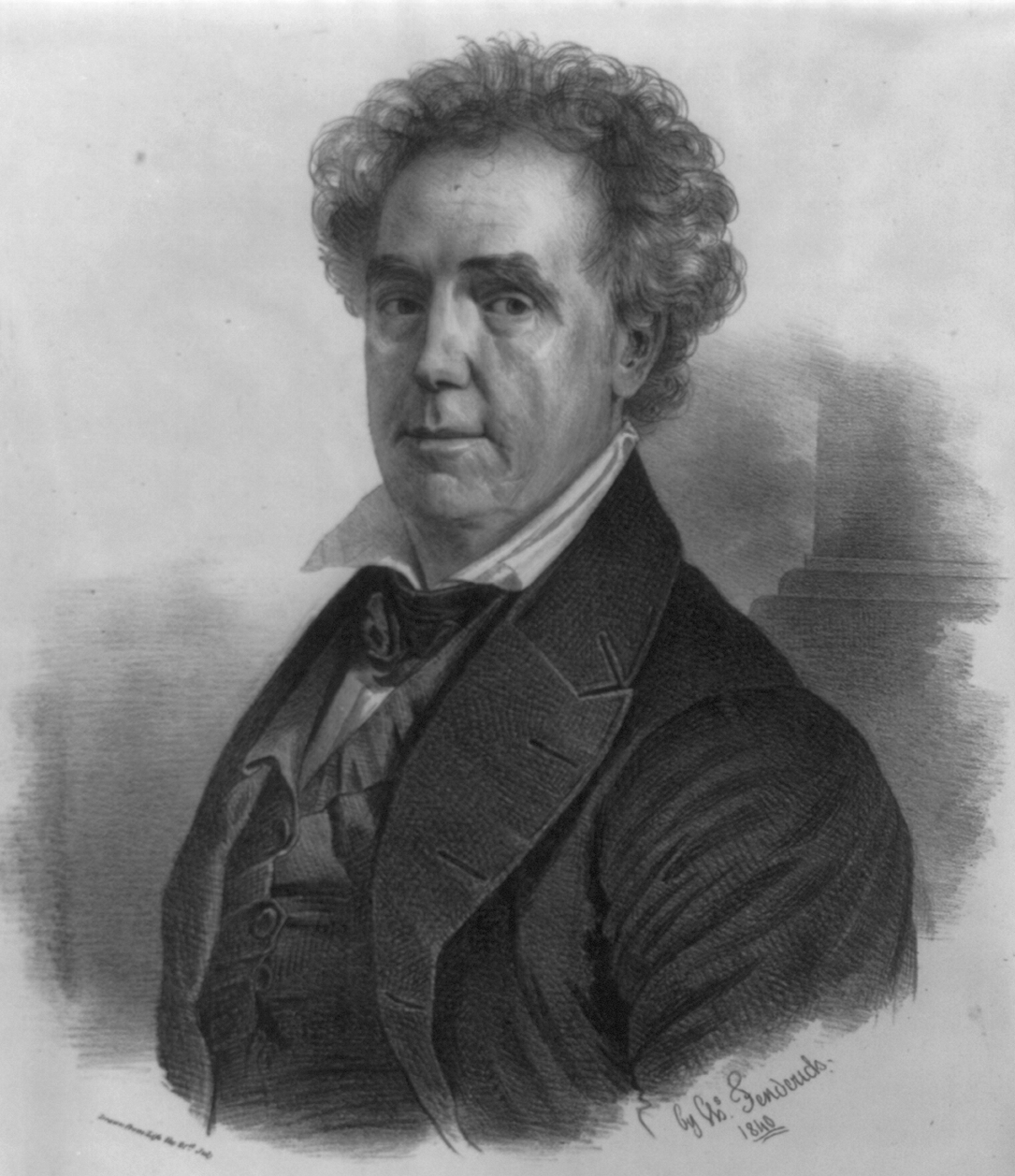
Richard Johnson
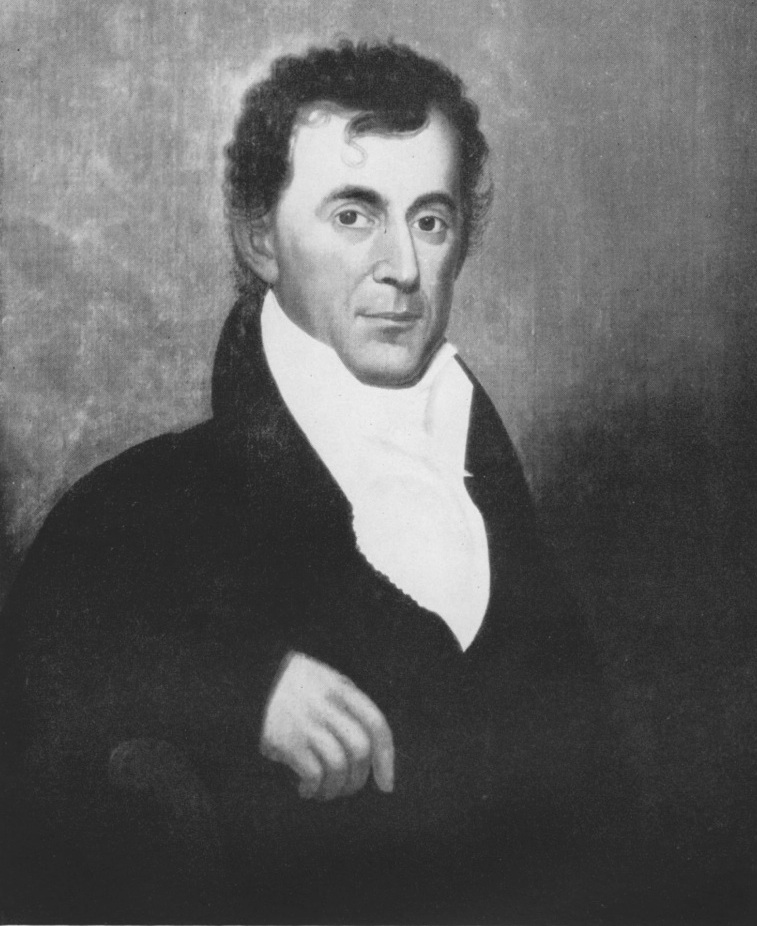
Littleton Tazewell
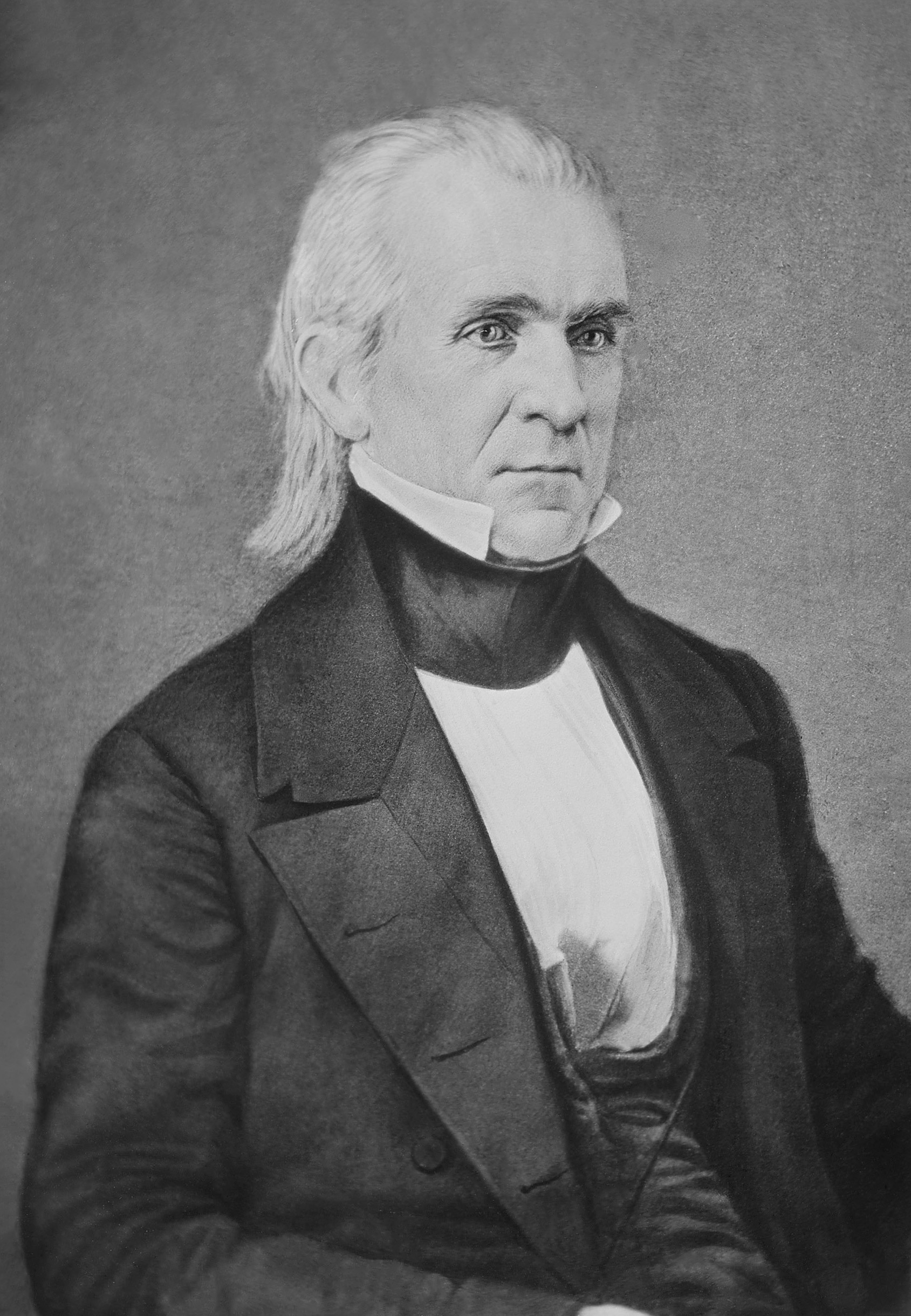
James Polk

### Partia Wolności

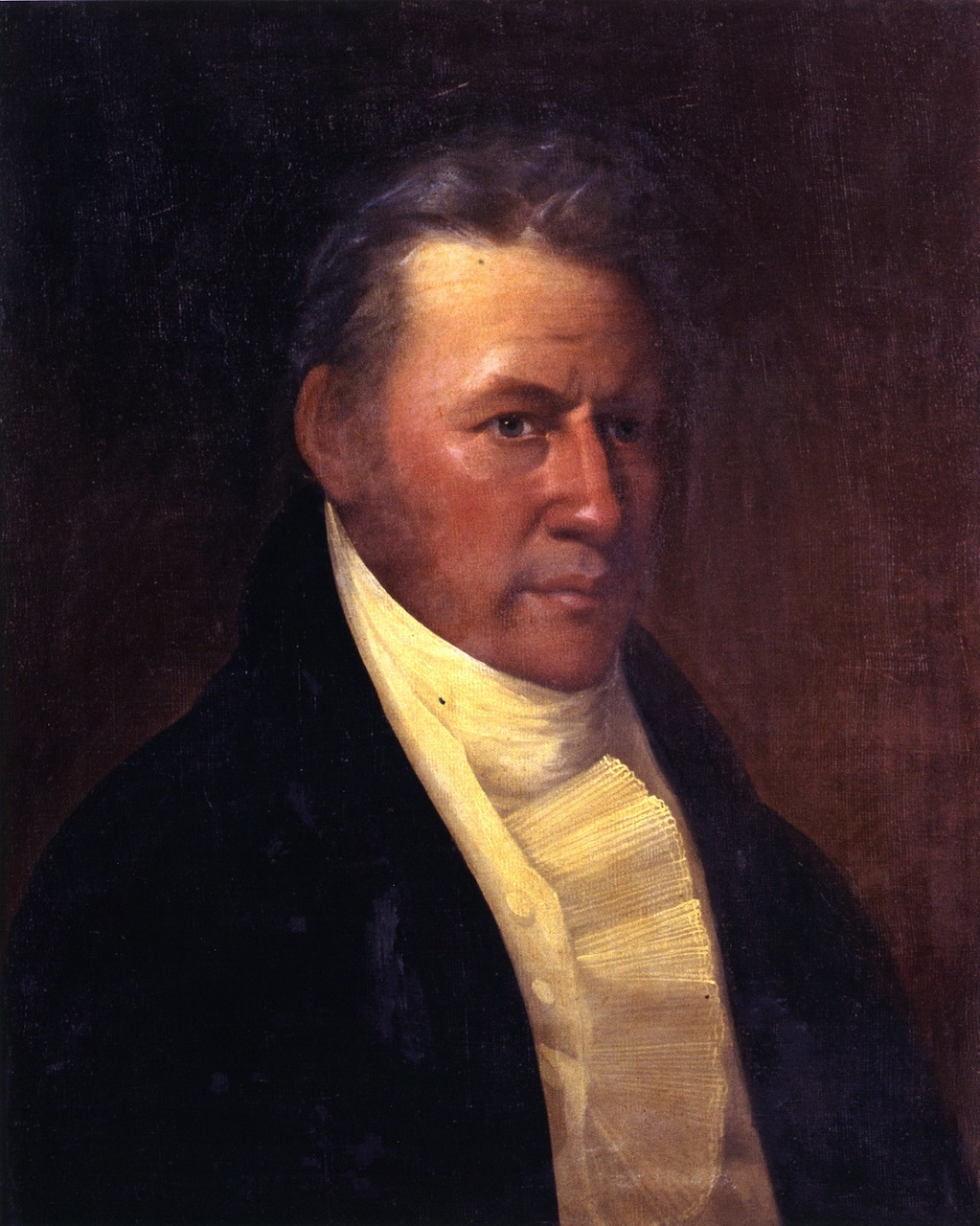
James Birney

### Partia Wigów

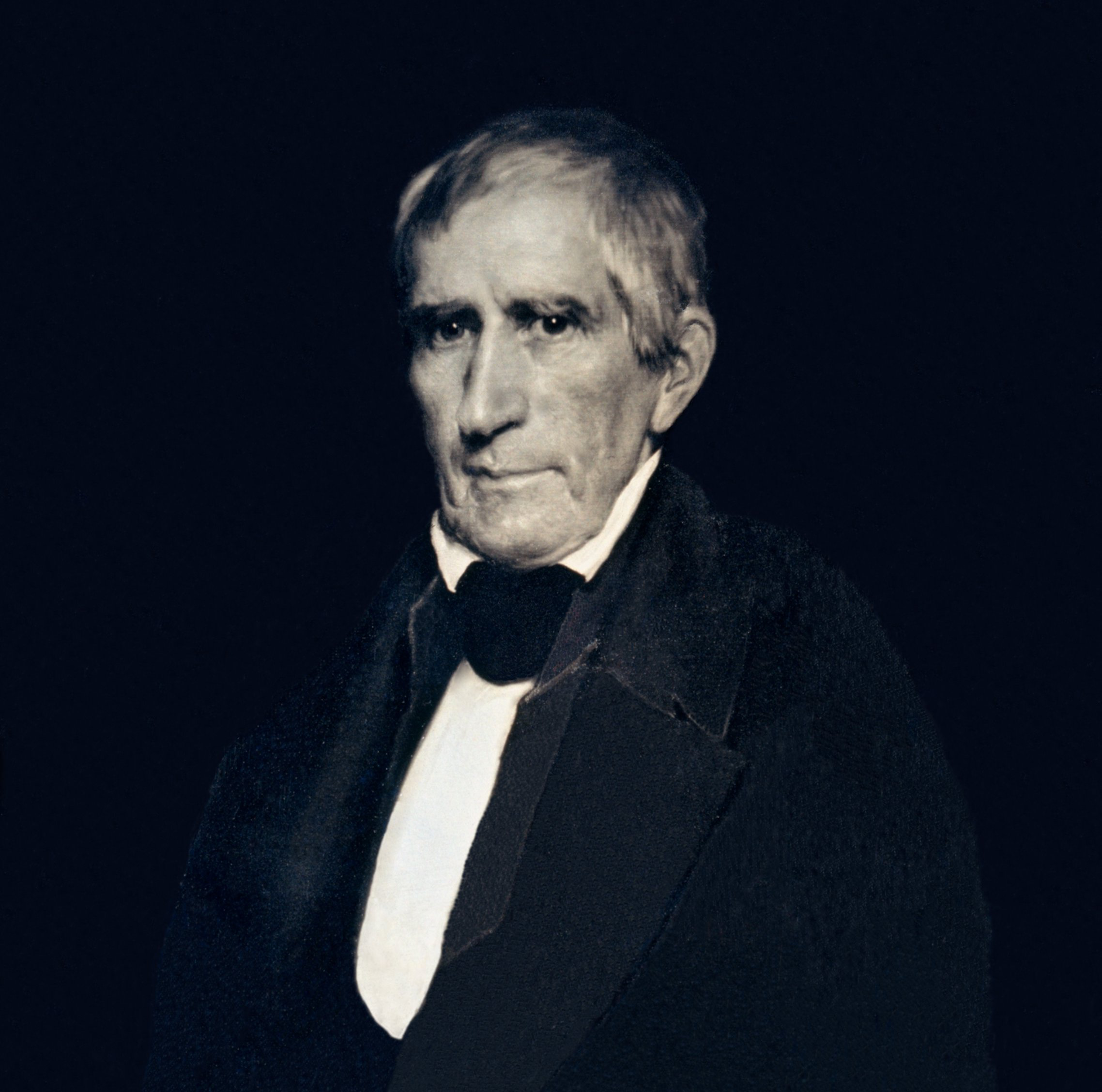
William Henry Harrison
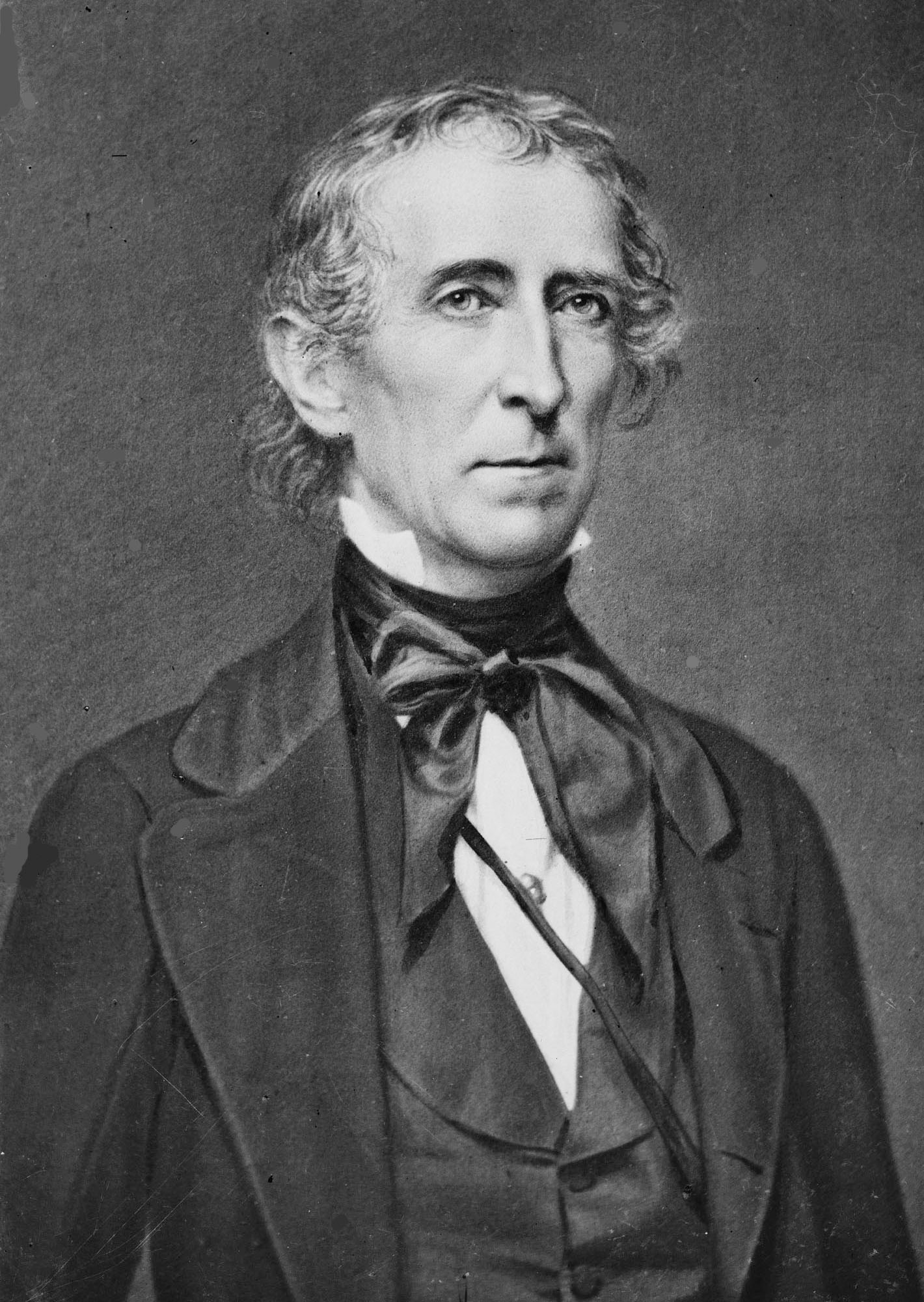
John Tyler

## Wyniki głosowania
Głosowanie powszechne odbyło się pomiędzy 30 października a 2 grudnia 1840 roku i wzięło w nim udział ok. 2,4 mln osób. Harrison uzyskał 52,9% poparcia wobec 46,8% dla Van Burena. Niecałe 7000 głosów otrzymał James Birney. Frekwencja wyniosła 80,2%. W głosowaniu Kolegium Elektorów (zatwierdzonym 10 lutego 1841) Harrison otrzymał 234 głosy, przy wymaganej większości 194 głosów. Van Buren otrzymał 60 głosów. W głosowaniu na wiceprezydenta wygrał John Tyler, także uzyskując 234 głosy. Drugie miejsce zajął Richard Johnson przy 48 głosach. Littleton Tazewell otrzymał 11 głosów, a James Polk 1 głos.
William Henry Harrison został zaprzysiężony 4 marca 1841.
| Kandydat na prezydenta | Partia               | Głosowanie powszechne | Głosowanie powszechne | Kolegium Elektorów |
| Kandydat na prezydenta | Partia               | Głosy                 | Procent               | Kolegium Elektorów |
| ---------------------- | -------------------- | --------------------- | --------------------- | ------------------ |
| William Henry Harrison | Partia Wigów         | 1 275 390             | 52,9%                 | 234                |
| Martin Van Buren       | Partia Demokratyczna | 1 128 854             | 46,8%                 | 60                 |
| James Birney           | Partia Wolności      | 6797                  | 0,3%                  | 0                  |
| Łącznie                | Łącznie              | Łącznie               | Łącznie               | 294                |

| Kandydat na wiceprezydenta | Partia               | Kolegium Elektorów |
| -------------------------- | -------------------- | ------------------ |
| John Tyler                 | Partia Wigów         | 234                |
| Richard Johnson            | Partia Demokratyczna | 48                 |
| Littleton Tazewell         | Partia Demokratyczna | 11                 |
| James Polk                 | Partia Demokratyczna | 1                  |
| Łącznie                    | Łącznie              | 294                |